# Akademia Szwedzka
Akademia Szwedzka (szw. Svenska Akademien) – akademia królewska z siedzibą w Sztokholmie, niezależna instytucja kulturalna i naukowa, której głównym zadaniem jest dbanie o rozwój literatury i języka szwedzkiego. Akademia składa się z osiemnastu członków wybieranych dożywotnio.
Motto Akademii brzmi Snille och smak (pol. „Geniusz i smak”), a sama instytucja bywa po szwedzku również nazywana De Aderton (pol. „Osiemnastu”).
Akademia od 1901 roku przyznaje Literacką Nagrodę Nobla.

## Historia
Akademia Szwedzka została założona 20 marca 1786 przez szwedzkiego króla Gustawa III, a idea samej instytucji i jej organizacja były zainspirowane Akademią Francuską. Król powołał pierwszych jej trzynastu członków (m.in. poetę Johana Henrica Kellgrena, a także Johana Gabriela Oxenstiernę), którzy wybrali kolejnych pięciu akademików. Według zaleceń króla do Akademii mieli należeć pisarze, uczeni i „panowie”, czyli szlachta, jednak w samej instytucji między jej członkami miała panować całkowita równość.
Według statutu sporządzonego przez samego króla, najważniejszym zadaniem organizacji była i jest praca nad czystością, siłą i wielkością (szw. renhet, styrka och höghet) języka szwedzkiego. Realizację tego zadania miało zapewniać wydawanie przez Akademię słownika, podręcznika gramatyki oraz coroczne przyznawanie nagród i wyróżnień za nadzwyczajnej jakości użycie szwedzkiego w sztuce poetyckiej.

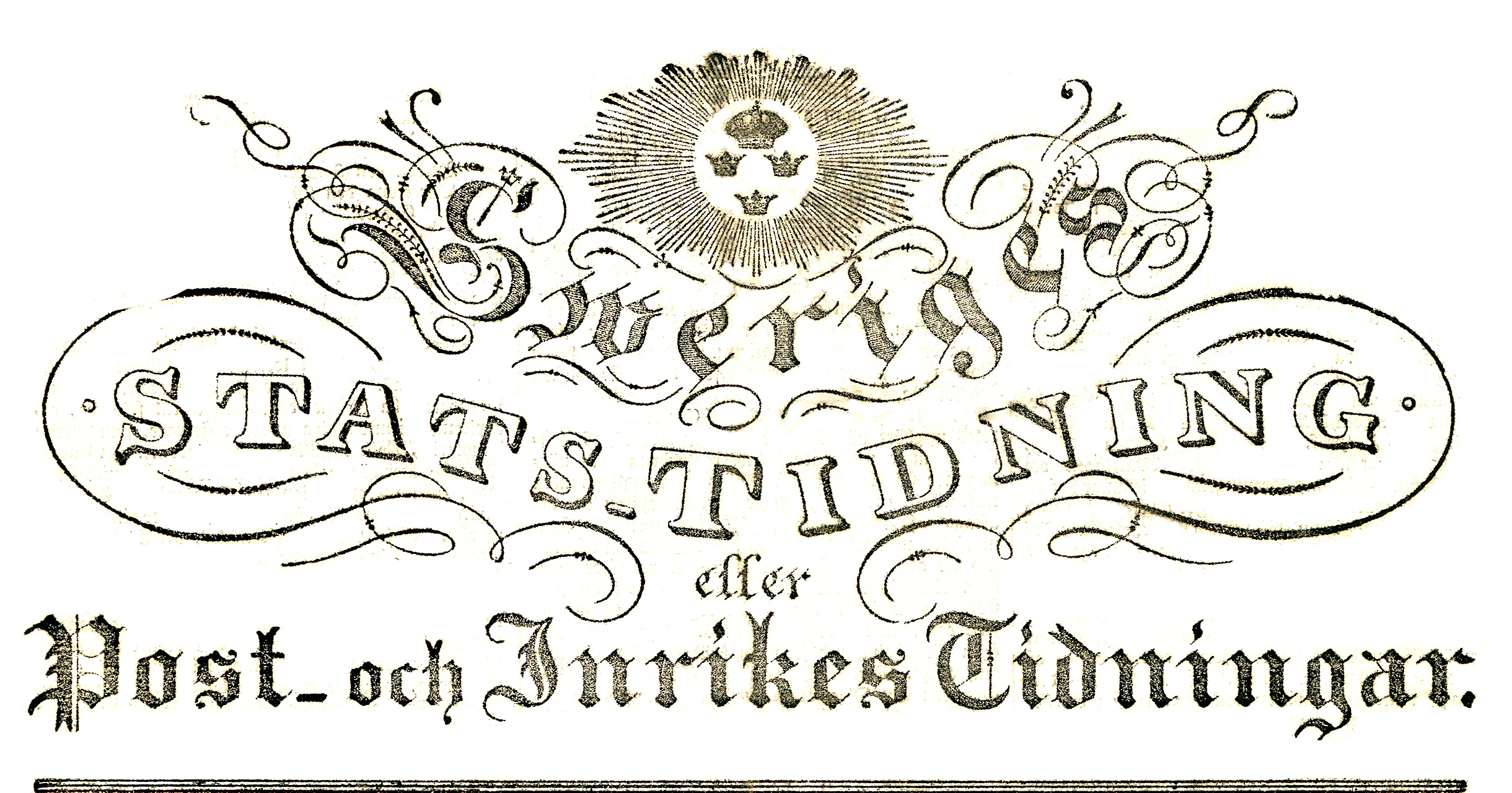
Logo Post- och Inrikes Tidningar, wydawanego przez Akademię do 2007 roku

Akademia od samego początku miała zagwarantowaną niezależność ekonomiczną, a istotnym źródłem jej finansów był przywilej wydawania czasopisma państwowego Post och Inrikes Tidningar, zawierającego wiadomości z zagranicy i mającego monopol na publikowanie oficjalnych obwieszczeń. Od 1886 roku wpływy z wydawania czasopisma służyły na pokrycie kosztów prac nad słownikami, przede wszystkim nad Słownikiem Akademii Szwedzkiej (SAOB). W 2007 roku przywilej wydawania Post och Inrikes Tidningar przekazano Bolagsverket, za co Akademia zaczęła otrzymywać roczną rekompensatę.
Po śmierci Gustawa III w 1792 sytuacja Akademii się pogorszyła i w 1795 jej działalność została wstrzymana na 2 lata. Mimo tego Akademia zachowała swoją pozycję jako najwyższy autorytet w kwestiach literackich i językowych w Szwecji. W latach 20. XIX wieku działalność organizacji osłabła w wyniku ataku ze strony prekursorów nowej literatury, a sama Akademia stała się synonimem konserwatyzmu.
W 1824 roku zmarł pierwszy stały sekretarz organizacji Nils von Rosenstein, a na jego miejsce wybrano Fransa Michaela Franzéna, który pełnił tę funkcję do 1834 roku, a okres jego urzędowania był czasem stagnacji w pracach Akademii. W 1834 roku na sekretarza wybrano  energicznego Bernharda von Beskowa, który znacząco wzmocnił pozycję kulturalną i ekonomiczną Akademii. Po śmierci Beskowa w 1868 nie udało się wybrać stałego sekretarza aż do roku 1884, kiedy na to stanowisko wstąpił poeta Carl David af Wirsén. Okres jego urzędowania to też czas, gdy Akademia była wspierana przez przychylnego jej króla Oskara II. W następnym dziesięcioleciu literatura szwedzka rozwijała się w kierunku, który nie odpowiadał konserwatywnemu Wirsénowi. Spowodowało to mniejszą popularność tej instytucji wśród młodszego pokolenia pisarzy, m.in. Augusta Strindberga, który był zaciekłym krytykiem Akademii.
W 1900, po pewnym wahaniu, Akademia przyjęła na siebie obowiązek przyznawania Literackiej Nagrody Nobla, który oznaczał zmianę organizacji jej pracy, ale przyniósł jej międzynarodową sławę i prestiż.
Wirséna w 1913 na stanowisku stałego sekretarza zastąpił Erik Axel Karlfeldt. Jego 18-letni okres urzędowania stał pod znakiem przemian i modernizacji w łonie Akademii, które otworzyły ją na pisarzy nowych czasów. Pierwszą kobietą wybraną do Akademii była wybrana w 1914 Selma Lagerlöf. Za czasów urzędowania Karlfeldta (1912-1931) do Akademii wstąpiło też wielu uznanych pisarzy, m.in. Verner von Heidenstam, Anders Österling czy Bo Bergman, ale też biskup Nathan Söderblom czy podróżnik i badacz Sven Hedin. W 1914 roku Akademia stała się wieczystym właścicielem Budynku Giełdy na Starym Mieście w Sztokholmie, który od 1921 służy jako jej stała siedziba.
Karlfeldt był ostatnim stałym sekretarzem, który pełnił swoją funkcję dożywotnio. W 1931 roku na stałego sekretarza wybrano Pera Hallströma, a w 1941 jego funkcję przejął Anders Österling. Funkcję tę pełnili potem kolejno: Karl Ragnar Gierow (1964–1977), Lars Gyllensten (1977–1986), Sture Allén (1986–1999), Horace Engdahl (1999–2009), Peter Englund (2009-2015), Sara Danius (2015–2018) oraz Anders Olsson (od 2018).
W drugiej połowie XX wieku wśród członków Akademii zaczęli dominować literaci, w 1986 roku, czyli w roku jubileuszu 200-lecia fundacji, prawie dwie trzecie ich członków stanowili pisarze i poeci.

## Działalność

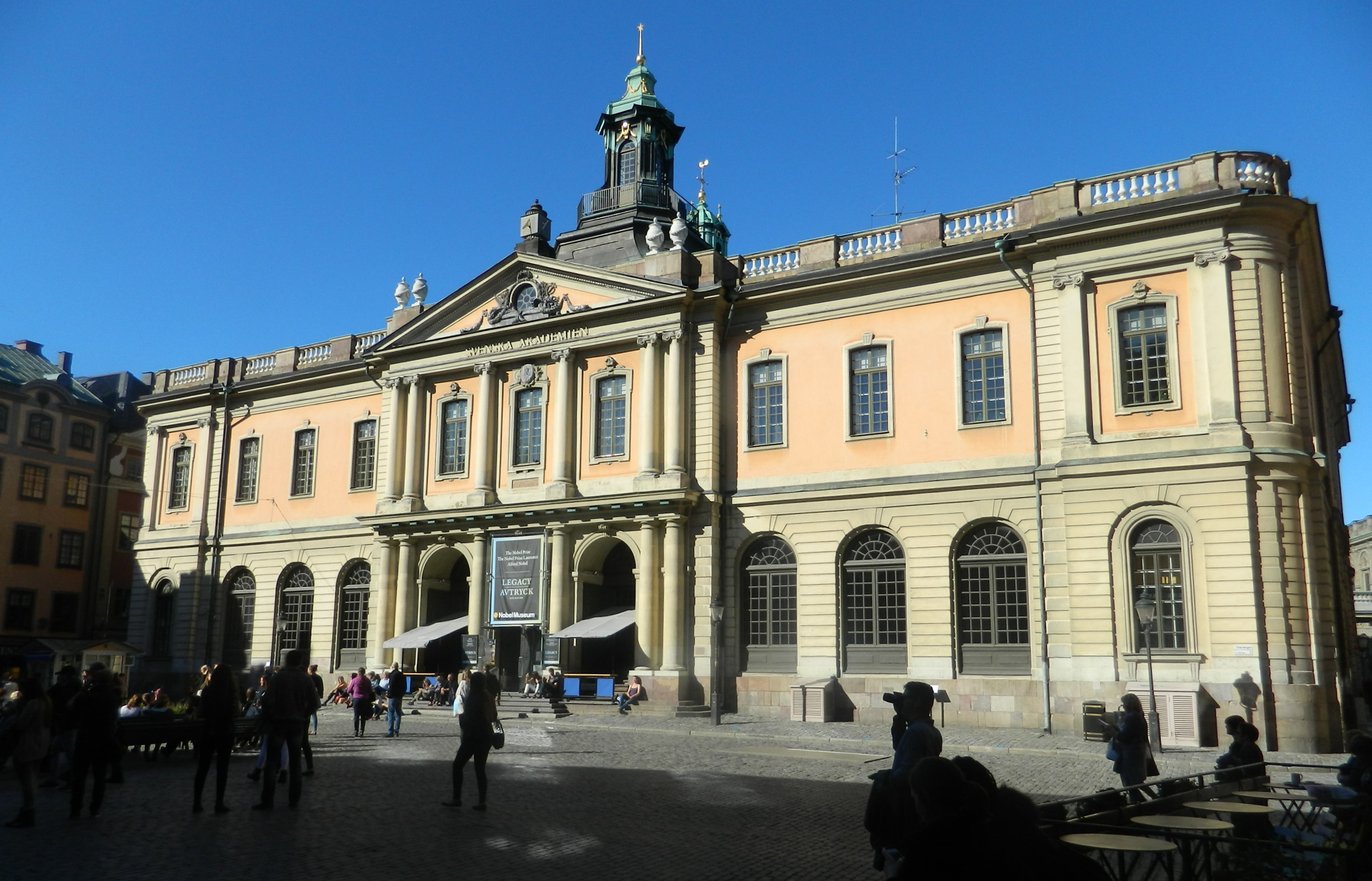
Budynek Giełdy w Sztokholmie, siedziba Akademii

Akademia jest niezależną instytucją, w statucie określoną jako „korporacja”, a jej „opiekunem” jest panujący szwedzki monarcha, obecnie Karol XVI Gustaw. Nie jest utrzymywana z pieniędzy podatników, a swoją niezależność finansową zawdzięcza w dużej mierze zapisom testamentowym, donacjom, a także inwestycjom w nieruchomość, akcje i fundusze. Według doniesień szwedzkiej prasy, Akademia jest właścicielem nieruchomości w prestiżowych lokalizacjach (Sztokholm, Berlin i Paryż) o wartości 940 milionów koron, a także akcji o wartości 800 milionów koron, co łącznie daje majątek wartości 1,7 miliarda koron.
Praca Akademii jest oparta na działaniu wewnętrznych komitetów, których zadaniem jest prowadzenie prac w poszczególnych dziedzinach będących przedmiotem jej zainteresowania. Dla przykładu sprawami związanymi z językiem szwedzkim kieruje komitet językowy (trzech do czterech członków), a laureatów Nagrody Nobla proponuje komitet noblowski (do pięciu członków). Praca w komitetach i grupach roboczych jest odpłatna.
Siedzibą Akademii jest Budynek Giełdy (Börshuset) na starym mieście w Sztokholmie.

### Nagrody
Co roku Akademia przyznaje około 50 różnych nagród i stypendiów. Jej laureatami są przede wszystkim twórcy literatury (prozaicy, poeci, dramatopisarze), ale także dziennikarze (krytycy, eseiści), tłumacze literaccy (na język szwedzki i z języka szwedzkiego), naukowcy (historycy, literaturoznawcy i językoznawcy), ludzie kultury (aktorzy, reżyserzy, muzycy), jak również nauczyciele języka szwedzkiego i bibliotekarze. Wspólne dla wszystkich wyróżnień jest to, że nie przyznawane są one w drodze konkursu i że nie można się o nie ubiegać.
Najważniejszą i najbardziej znaną nagrodą Akademii jest Nagroda Nobla w dziedzinie literatury, przyznana Akademii na mocy testamentu Alfreda Nobla w 1900 roku. Inne ważne nagrody to:
- Wielka Nagroda (szw. Stora priset), ustanowiona w 1786 roku przez Gustawa III, początkowo przyznawana co roku w ramach dorocznego konkursu literackiego, później sporadycznie za wybitne osiągnięcia w dziedzinach będących przedmiotem zainteresowania Akademii, jej laureatami byli m.in. Johan Ludvig Runeberg (1839), Frederika Bremer (1844), Selma Lagerlöf (1904), Astrid Lindgren (1971), Evert Taube (1972), Ingmar Bergman (1977), Tove Jansson (1994).
- Nagroda Królewska (szw. Kungliga priset), ustanowiona przez Karola XIV Jana w 1835 roku, przyznawana co roku za wybitne osiągnięcia w dziedzinach będących przedmiotem zainteresowania Akademii, jej laureatami byli m.in. Erland Josephson (2003), Marie-Louise Ekman(inne języki) (2017), Stina Ekblad(inne języki) (2016)
- Nagroda Bellmana (szw. Bellmanpriset), przyznawana od 1920, ufundowana przez Andersa Zorna i jego żonę, przyznawana co roku dla uczczenia „wybitnych szwedzkich skaldów”, jej laureatami byli m.in. Erik Axel Karlfeldt (1920-1931), Pär Lagerkvist (1945), Gunnar Ekelöf (1953 i 1961, 1967), Harry Martinsson (1962) czy Stig Larsson (2006).
- Nagroda Nordycka Akademii Szwedzkiej (szw. Svenska Akademiens nordiska pris), ufundowana w 1986 roku w 200-lecie Akademii, ze względu na znaczną sumę pieniężną (400 000 koron) nazywana „małym Noblem”, przyznawana corocznie pisarzom i naukowcom z krajów nordyckich za wybitne osiągnięcia w dziedzinach będących przedmiotem zainteresowania Akademii, otrzymali ją m.in. Villy Sørensen (1986), Roy Jacobsen (1989), Tomas Tranströmer (1991), Klaus Rifbjerg (1999), Sofi Oksanen (2013), Dag Solstad (2017) i Agneta Pleijel (2018)
- Nagroda Doblouga (szw. Doblougska priset), przyznawana corocznie od 1951 roku dla dwóch laureatów, jednego ze Szwecji, drugiego z Norwegii, ma na celu wspieranie szwedzkiej i norweskiej beletrystyki i badań literackich. Jej laureatami byli m.in. Tarjei Vesaas (1957), Ivar Lo-Johansson (1973), Lars Saabye Christensen (1993) czy Inger Edelfelt (1996).
- Nagroda Finlandii (szw. Svenska Akademiens Finlandspris), przyznawana corocznie od 1966, przyznawana za zasługi na rzecz kultury szwedzkojęzycznej w Finlandii, jej laureatami byli m.in. Hagar Olsson (1966), Bo Carpelan (1971), Märta Tikkanen (2002) i Kjell Westö (2018).
- Nagroda Akademii Szwedzkiej za Przekład (szw. Svenska Akademiens översättarpris), przyznawana corocznie od 1953 roku dla tłumaczy literatur obcych na język szwedzki, jej laureatami byli m.in. Elmer Dictonius (1955) i Anders Bodegård (1995).

Według doniesień szwedzkiej prasy, wartość łączna (nie licząc Nagrody Nobla) nagród i stypendiów przyznawanych przez Akademię to ok. 25-30 milionów koron.
Wśród laureatów nagród Akademii Szwedzkiej są też Polacy. Nagrodę Akademii Szwedzkiej za promocję szwedzkiej kultury za granicą (Svenska Akademiens pris för introduktion av svensk kultur utomlands) otrzymali: Magdalena Wasilewska-Chmura (2010)[4], Katedra Skandynawistyki UAM (2014)[5] oraz Jan Balbierz (2018)[6]. Nagrodę tłumaczeniową Akademii Szwedzkiej (szw. Svenska Akademiens tolkningspris) otrzymał w 1985 roku Zygmunt Łanowski, w 2023 roku Justyna Czechowska, a Nagrodę Akademii Szwedzkiej za tłumaczenie literatury szwedzkiej (szw. Svenska Akademiens pris för översättning av svensk litteratur) w 2017 otrzymał Leonard Neuger. W 2005 i 2008 roku nagrodę specjalną Akademii otrzymał dziennikarz polskiego pochodzenia Maciej Zaremba, który w 2013 był również laureatem przyznawanej przez Akademię Nagrody Kellgrena.

### Akademia i język szwedzki

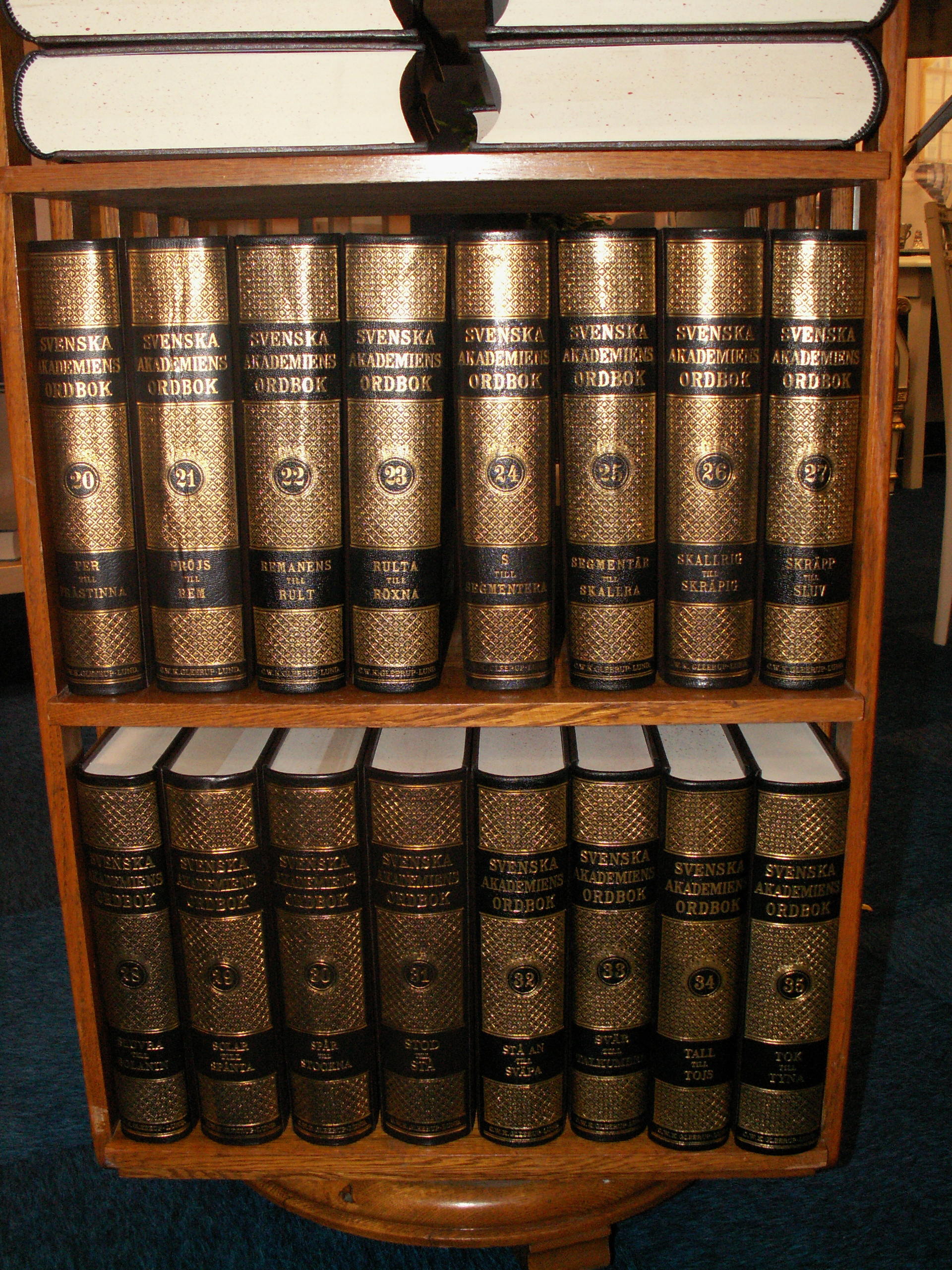
SAOB, Słownik Akademii Szwedzkiej, części 20-35

Od 1874 roku Akademia redaguje i publikuje Listę Słów Akademii Szwedzkiej (w skrócie SAOL, szw. Svenska Akademiens ord lista över svenska språket), czyli rejestr współczesnego słownictwa szwedzkiego. W 2015 roku ukazało się jej 14 wydanie, zawierające prawie 126 000 słów. SAOL jest uważana za zapis wzorcowej ortografii i pełni nie tylko funkcję deskryptywną, a także normatywną.
Bardziej obszernym źródłem wiedzy o języku szwedzkim jest wydany w 2009 przez Akademię Słownik Szwedzki (SO, szw. Svenska Ordboken). Zawiera on definicje słów, przykłady użycia, przykładowe konstrukcje oraz krótkie informacje o etymologii.
Od 1893 Akademia wydaje również Słownik Akademii Szwedzkiej (w skrócie SAOB, szw. Svenska Akademiens ordbok), największą encyklopedię wydaną kiedykolwiek w Skandynawii. Jest to słownik etymologiczny, zawierający obszerne definicje i przykłady użycia słów występujących w pisanym języku szwedzkim od 1521 roku. Prace nad słownikiem postępują zgodnie z porządkiem alfabetycznym, w 2017 roku wydano 37 jego część, a redaktorzy dotarli do słowa „vret”. Redakcja SAOB znajduje się w Lund.
Pod auspicjami Akademii powstała również mająca ogromne znaczenie standaryzacyjne dla języka czterotomowa Gramatyka Akademii Szwedzkiej (w skrócie SAG, szw. Svenska Akademiens Grammatik), wydana w roku 1999 pod redakcją językoznawców Ulfa Telemana, Staffana Hellberga i Erika Anderssona. Obejmuje ona prawie 3000 stron i jest ona całościowym opisem współczesnej gramatyki języka szwedzkiego, zarówno pisanego, jak i mówionego.

### Biblioteka Noblowska
W związku z przyjęciem przez Akademię zadania przyznawania Literackiej Nagrody Nobla, w 1901 roku utworzono Bibliotekę Noblowską, która ma za zadanie wspierać członków Akademii w pracach nad wyłanianiem laureatów nagrody oraz gromadzić literaturę piękną, krytykę literacką, a także dzieła filozoficzne, historyczne czy językoznawcze. Od 1921 roku biblioteka mieści się w Budynku Giełdy, razem z siedzibą Akademii. Obecnie jest ona największą w krajach nordyckich biblioteką specjalizującą się w literaturze pięknej i literaturoznawstwie. Jej zbiory liczą prawie 200 000 woluminów w różnych językach, przede wszystkim po szwedzku.

## Tradycje

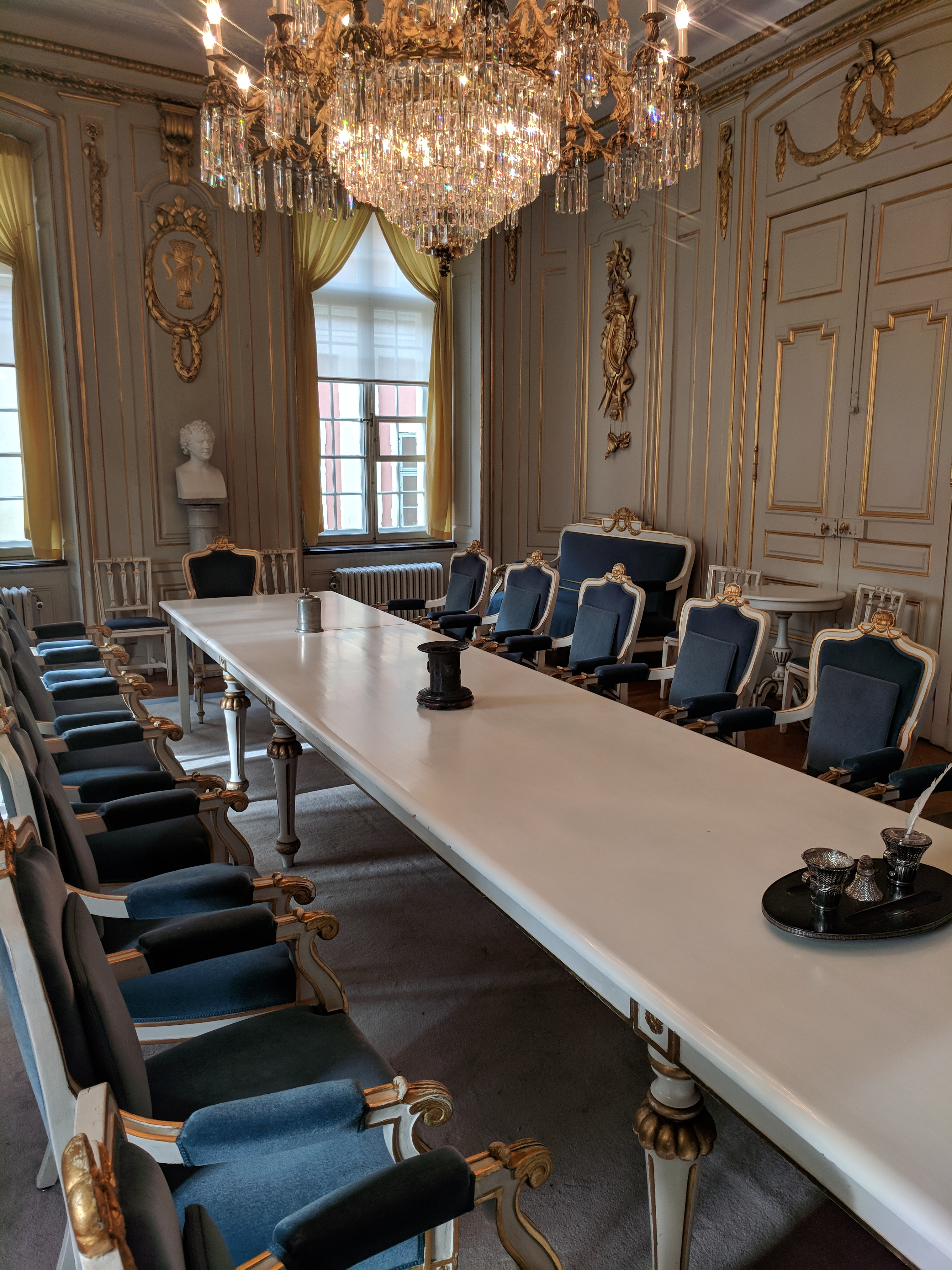
Sala, w której co czwartek odbywają się spotkania Akademii

Akademia Szwedzka pielęgnuje wiele tradycji, a niektóre z nich zostały ustanowione przez jej fundatora, króla Gustawa III. W ciągu roku, z wyłączeniem przerwy letniej i zimowej, członkowie spotykają się w każdy czwartek o godzinie siedemnastej w Budynku Giełdy, gdzie przez około półtorej godziny odbywa się zamknięte zebranie, podczas którego dyskutowane są m.in. bieżące sprawy związane z działalnością Akademii. Treść i przebieg zebrań są tajne.
Mimo że w samym szwedzkim społeczeństwie od lat 60. nie używa się już form grzecznościowych Pan/Pani (szw. Herr/Fru), zwyczaj ten zachował ten zachował się pomiędzy członkami Akademii.
Po spotkaniu członkowie Akademii jedzą obiad w restauracji Den Gyldene Freden na sztokholmskim starym mieście. Zgodnie z tradycją, przynajmniej raz w roku akademikom podaje się grochówkę.
Za udział w spotkaniach członkowie nie otrzymują wynagrodzeń, zachował się jednak zwyczaj wręczania członkom srebrnych żetonów z wizerunkiem fundatora, które można wymienić na pieniądze (dzisiejsza ich wartość około 100-200 koron) mające pokryć np. koszty podróży.
Jedynym otwartym spotkaniem jest odbywające się raz do roku, 20 grudnia (wedle statutu na pamiątkę urodzin króla Gustawa II Adolfa), uroczyste zebranie (szw. Högtidssammankonst), którego przebieg określa scenariusz stworzony przez samego Gustawa III. W obecności rodziny królewskiej oraz szwedzkiej elity kulturalnej i politycznej (razem około 500 osób), pod przewodnictwem wybieranego na jeden rok dyrektora, Akademia podsumowuje mijający rok pracy, prezentuje laureatów najważniejszych nagród, a niektórzy z członków przedstawiają fragmenty swojej twórczości. Uroczyste zebranie to także moment, gdy do Akademii oficjalnie wstępują nowi członkowie, a każdy z nich zwyczajowo wygłasza przemowę na cześć zmarłego członka Akademii, którego fotel zajmuje.

## Członkowie
Akademia Szwedzka składa się z 18 członków zajmujących tradycyjnie numerowane fotele (szw. stol - dosłownie: krzesło, fotel). Uważa się, że Gustaw III chciał początkowo ustalić liczbę 20 członków, czyli połowę składu Akademii Francuskiej, jednak zdecydował się na liczbę 18, ponieważ słowo aderton (szw. osiemnaście) według niego miało piękniejsze brzmienie.

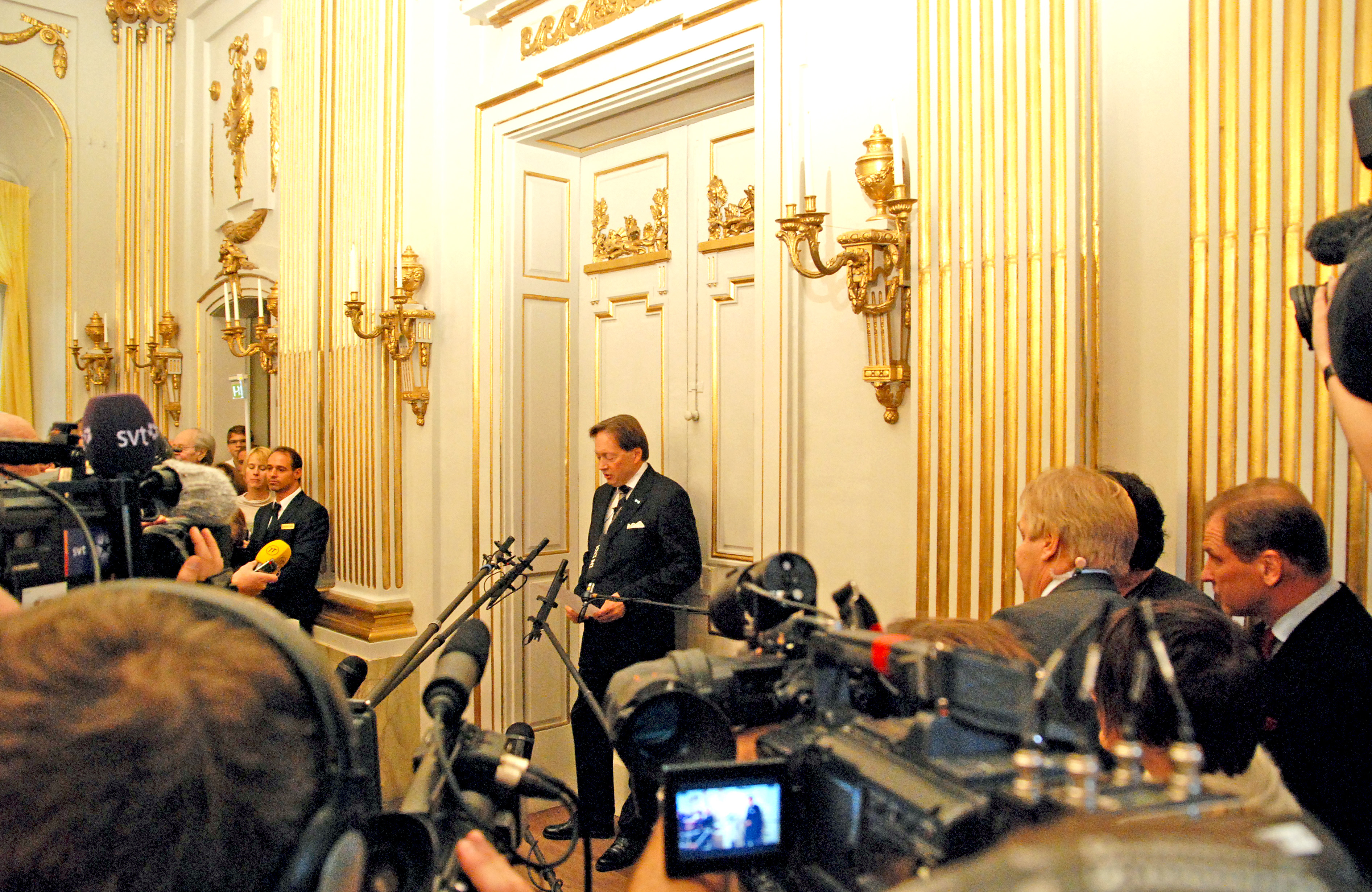
Stały sekretarz Horace Engdahl ogłasza przyznanie literackiego Nobla w 2008 roku

Nowego członka wybiera się w tajnym głosowaniu, a członkostwo jest dożywotnie. By dokonać wyboru nowej osoby, w obradach, zgodnie ze statutem, musi brać udział minimum 12 członków. Z Akademii można zostać wykluczonym za złamanie statutu, a od 2018 roku – po zmianach prawych – można również z niej wystąpić, co wcześniej nie było możliwe. Zdarzało się, że wielu członków rezygnowało z pracy w Akademii, a ich fotele pozostawały nieobsadzone aż do ich śmierci, co miało miejsce np. w przypadku Wernera Aspenströma i Larsa Gyllenstena.
Według przyjętej praktyki, na fotel nr 1 wybiera się doświadczonego i poważanego prawnika (np. sędziego czy marszałka dworu królewskiego), co praktykowano w latach 1901-2008. Wyjątkiem od tego zwyczaju był wybór na to miejsce pisarki Lotty Lotass w 2009 roku, która jednak przestała uczestniczyć w pracach Akademii w 2015 roku ze względu, jak stwierdziła w jednym z wywiadów, na chłodne przyjęcie jej przez innych członków Akademii.
Do 2019 roku w Akademii zasiadało łącznie 12 kobiet, pierwszą z nich była wybrana w 1914 roku Selma Lagerlöf.
Zobacz również: Lista członków, byłych i obecnych, Akademii Szwedzkiej

### Stały sekretarz
Pracami Akademii kieruje stały sekretarz (szw. ständige sekreterare). W statucie Akademii zapisano, że ma on pełnić swoją funkcję dożywotnio, w XX wieku przyjęto jednak regułę, że kończy on swoją pracę w wieku 70 lat. Stały sekretarz jest odpowiedzialny za reprezentowanie Akademii na zewnątrz, prowadzi archiwum i zajmuje się bieżącymi sprawami administracyjnymi. Jest też osobą, która co roku ogłasza laureata literackiej Nagrody Nobla. Pierwszą kobietą na tym stanowisku była Sara Danius, która pełniła tę funkcję w latach 2015-2018.

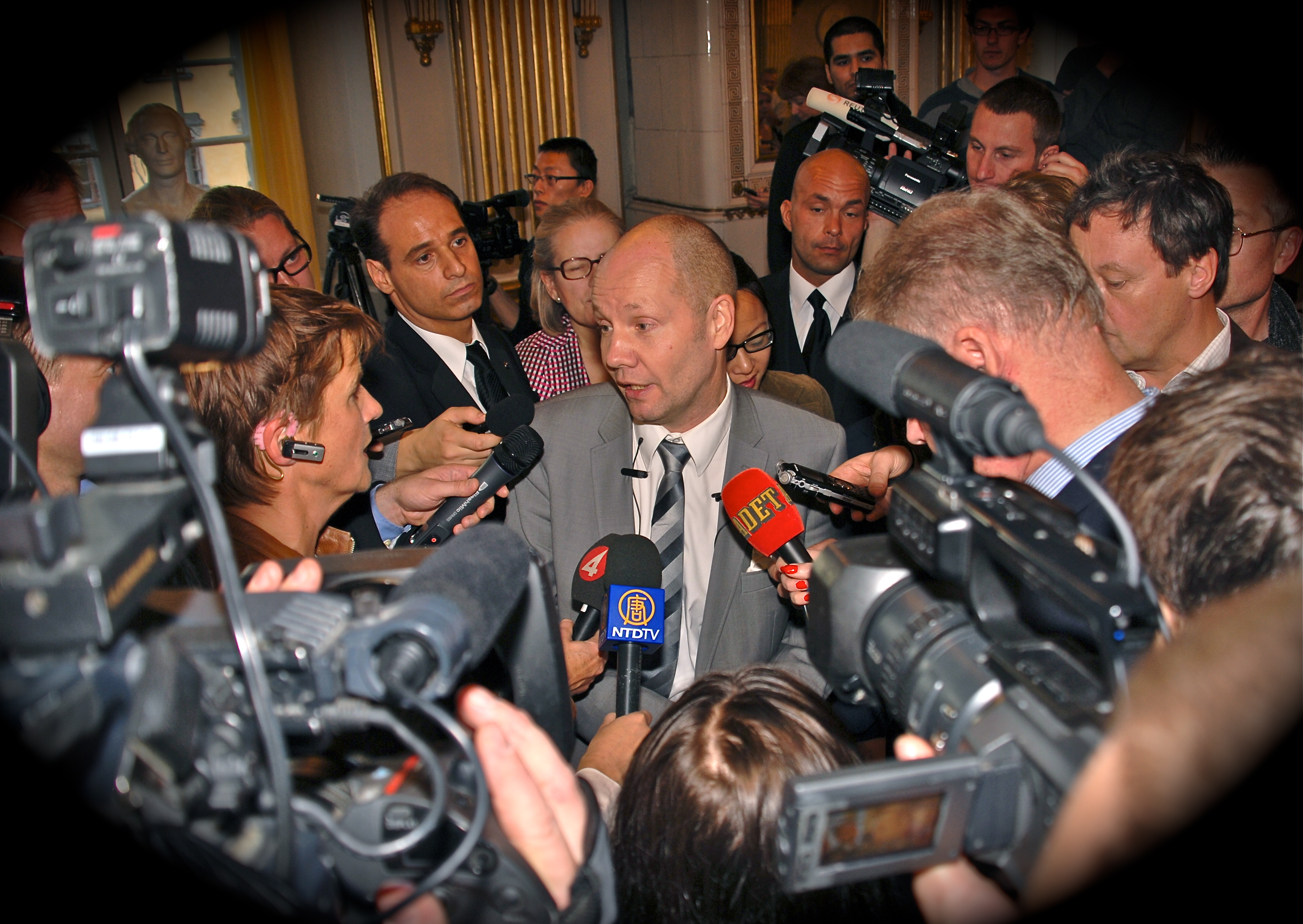
Peter Englund po ogłoszeniu laureata literackiej Nagrody Nobla w 2010 roku

Funkcję stałego sekretarza pełnili kolejno:
- 1786–1824: Nils von Rosenstein
- 1824–1834: Frans Michael Franzén
- 1834–1868: Bernhard von Beskow
- 1868–1869: Johan Erik Rydqvist (pełniący obowiązki)
- 1869–1872: Ludvig Manderström
- 1872–1874: Carl Gustaf Strandberg (pełniący obowiązki)
- 1874–1881: Henning Hamilton
- 1881–1883: Bror Emil Hildebrand (pełniący obowiązki)
- 1883–1912: Carl David af Wirsén (pełniący obowiązki 1883–1884)
- 1912: Hans Hildebrand (pełniący obowiązki)
- 1913–1931: Erik Axel Karlfeldt
- 1931–1941: Per Hallström(inne języki)
- 1941–1964: Anders Österling
- 1964–1977: Karl Ragnar Gierow(inne języki)
- 1977–1986: Lars Gyllensten(inne języki)
- 1986–1999: Sture Allén
- 1999–2009: Horace Engdahl
- 2009–2015: Peter Englund
- 2015–2018: Sara Danius
- 2018–2019: Anders Olsson (pełniący obowiązki)
- od 2019: Mats Malm[24]

### Obecni członkowie Akademii
| Fotel | Zdjęcie | Imię               | Ur.  | Zawód                     | Wybrany/a do Akademii | Uwagi                                              |
| ----- | ------- | ------------------ | ---- | ------------------------- | --------------------- | -------------------------------------------------- |
| 1.    |         | Eric M. Runesson   | 1960 | prawnik                   | 2018                  |                                                    |
| 2.    |         | Bo Ralph           | 1945 | językoznawca              | 1999                  |                                                    |
| 3.    |         | David Håkansson    | 1978 | językoznawca              | 2023                  |                                                    |
| 4.    |         | Anders Olsson      | 1949 | literaturoznawca, pisarz  | 2008                  | pełniący obowiązki stałego sekretarza od 2018-2019 |
| 5.    |         | Ingrid Carlberg    | 1961 | dziennikarka, pisarka     | 2020                  |                                                    |
| 6.    |         | Tomas Riad         | 1959 | językoznawca              | 2011                  |                                                    |
| 7.    |         | Åsa Wikforss       | 1961 | filozof                   | 2019                  |                                                    |
| 8.    |         | Jesper Svenbro     | 1944 | badacz antyku, poeta      | 2006                  |                                                    |
| 9.    |         | Ellen Mattson      | 1962 | pisarka                   | 2019                  |                                                    |
| 10.   |         | Peter Englund      | 1957 | historyk, pisarz          | 2002                  | stały sekretarz 2009–2015                          |
| 11.   |         | Mats Malm          | 1964 | literaturoznawca, tłumacz | 2018                  | stały sekretarz od 1 czerwca 2019 roku             |
| 12.   |         | Per Wästberg       | 1933 | pisarz                    | 1997                  |                                                    |
| 13.   |         | Anne Swärd         | 1969 | pisarka                   | 2019                  |                                                    |
| 14.   |         | Steve Sem-Sandberg | 1958 | pisarz                    | 2020                  |                                                    |
| 15.   |         | Jila Mossaed       | 1948 | poetka                    | 2018                  |                                                    |
| 16.   |         | Anna-Karin Palm    | 1961 | pisarka                   | 2023                  |                                                    |
| 17.   |         | Horace Engdahl     | 1948 | literaturoznawca, pisarz  | 1997                  | stały sekretarz 1999–2009                          |
| 18.   |         | Tua Forsström      | 1947 | poetka                    | 2019                  |                                                    |

## Kontrowersje

### Literacki Nobel 1974
Literacką Nagrodę Nobla w 1974 roku Akademia przyznała dwóm szwedzkim pisarzom, Harry’emu Martinsonowi i Eyvindowi Johnssonowi. Kontrowersje wzbudził fakt, że sami w tym czasie zasiadali w Akademii. Nagroda ta wywołała ostrą krytykę w szwedzkich mediach, a Sven Delblanc nazwał ją „katastrofalną decyzją”. Członek Akademii Lars Gyllensten wspominał po latach, że negatywne reakcje bardzo mocno uderzyły w laureatów, a w przypadku Martinsona uważa się, że doprowadziły go one do depresji i samobójstwa w 1978 roku.

### Sprawa Rushdiego
W 1989 roku kilku członków Akademii chciało, by wystąpiła ona z oficjalnym apelem do szwedzkiego rządu, by ten zajął stanowisko w sprawie nałożenia na Salmana Rushdiego fatwy przez ajatollaha Chomejniego. W proteście wobec braku reakcji Akademii, trzech członków zrezygnowało z brania udziału w jej pracach: Kerstin Ekman, Lars Gyllensten, nieco później również Werner Aspenström. Jako że według ówczesnych zapisów statutu z Akademii nie można było wystąpić, fotel 12 zajmowany przez Aspenströma pozostawał pusty aż do jego śmierci w 1997 roku, a fotel 14, zajmowany przez Gyllenstena nie był obsadzony aż do jego śmierci w 2006 roku. W 2018 roku, po zmianie statutu Akademii, po 29 latach od opuszczenia swojego fotela, z Akademii oficjalnie wystąpiła Kerstin Ekman.

### Literacki Nobel 2004
W 2004 roku Akademia przyznała literacką Nagrodę Nobla austriackiej pisarce Elfriede Jelinek. W 2005 roku, w proteście przeciwko tej decyzji z prac w Akademii zrezygnował literaturoznawca Knut Ahnlund, tłumacząc w artykule w dzienniku Svenska Dagbladet, że według niego nagroda dla Jelinek "na długie lata zniszczyła wartość tego wyróżnienia" i że twórczość Jelinek nie przedstawia żadnej wartości literackiej, jest pozbawiona idei i wizji oraz pornograficzna.

### Sprawa „Kulturprofilen” 2017–2019

#### Tło sprawy
Jesienią 2017 dziennik Dagens Nyheter, na fali kampanii #Me Too, opublikował reportaż Matildy Gustavsson, w którym 18 kobiet ze szwedzkiego świata kultury oskarżyło o gwałty i molestowanie seksualne Jeana-Claude Arnaulta, w szwedzkich mediach określanego także jako „Kulturprofilen”, prywatnie męża członkini Akademii Katariny Frostenson, z którą razem prowadził w Sztokholmie ośrodek kulturalny Forum, otrzymujący regularne wsparcie finansowe Akademii. Przez wiele lat mężczyzna miał bardzo wysoką pozycję i duże wpływy w szwedzkiej elicie kulturalnej, nazywany był "dziewiętnastym członkiem Akademii", był też blisko związany towarzysko z innymi członkami Akademii, m.in. byłym stałym sekretarzem Horacego Engdahla. Okazało się również, że zachowanie mężczyzny wobec kobiet było tajemnicą poliszynela, a już w 1996 roku jedna z artystek napisała list do Akademii, w którym opisała, że była narażona na molestowanie seksualne ze strony Arnaulta; sprawę opisał wtedy dziennik Expressen. Oskarżenia nie spotkały się wtedy jednak z jakąkolwiek reakcją ze strony Akademii.
Dochodzenie zlecone przez Akademię kancelarii adwokackiej, przy okazji którego wyszły na jaw sprawy wycieku nazwisk przyszłych laureatów Literackiej Nagrody Nobla oraz nieprawidłowości finansowych jakich miał się dopuścić Jean-Claude Arnault i tym samym jego żona, wywołało poważny kryzys i podział w Akademii, która nie była w stanie wypracować wspólnego stanowiska i zdecydować o dalszych działaniach.

#### Kryzys instytucjonalny
W związku z ujawnionymi informacjami oraz wynikami dochodzenia, 5 kwietnia odbyło się głosowanie w sprawie obecności w Akademii Katariny Frostensson, które zakończyło się przegraną zwolenników jej wykluczenia. 6 kwietnia 2018 trzech członków Akademii, Klas Östergren, Kjell Espmark i Peter Englund ogłosiło rezygnację z brania udziału w pracach i spotkaniach instytucji, co zaostrzyło jeszcze bardziej wewnętrzny konflikt i wywołało mocne reakcje, w tym publiczne kłótnie członków Akademii w szwedzkich mediach. Podejmowane próby zakończenia kryzysu, także zaangażowanie się w sprawę króla Szwecji Karola XVI Gustawa (opiekuna instytucji), nie przyniosły efektów i nie zahamowały rozłamu. 12 kwietnia Sara Danius ustąpiła z funkcji stałego sekretarza i zrezygnowała z dalszych prac w Akademii. Tego samego dnia wycofanie się z prac "Osiemnastu" ogłosiła również Katarina Frostenson. Na pełniącego obowiązki stałego sekretarza powołano Andersa Olssona.
Rezygnacja stałej sekretarz wywołała protesty solidaryzujących się z nią środowisk, których symbolem stała się damska bluzka z kokardą (szw. knytblus). W mediach społecznościowych (kampania #knytblus) pojawiły się zdjęcia m.in. wpływowych kobiet pozujących w tego typu ubiorze, co ma nawiązywać do lubianego przez Sarę Danius stylu. Poważny kryzys instytucji pogłębiła jeszcze bardziej ogłoszona 27 kwietnia rezygnacja Sary Stridsberg. Rezygnacja kolejnych członków Akademii z uczestnictwa w jej pracach spowodowała paraliż – do podejmowania wiążących decyzji i wyboru nowych członków, zgodnie z obowiązującym od 1786 roku statutem, obecnych musi być 12 akademików, a z Akademii formalnie nie można wystąpić. 2 maja 2018 roku król Karol XVI Gustaw wyraził zgodę na zmianę jednego z paragrafu statutu i tym samym umożliwienie wystąpienia z Akademii.
Wiosną 2018 roku z Akademii wystąpili kolejno Klas Östergren, Sara Stridsberg, a także nieaktywne od dłuższego czasu członkinie Lotta Lotass i Kerstin Ekman. W listopadzie 2018 roku z Akademii wystąpiła również Jayne Svenungsson. Jesienią obsadzono puste fotele i powołano nowych członków Akademii: prawnika Erica M. Runessona, poetkę Jilę Mossaed oraz literaturoznawcę Matsa Malma.

#### Konsekwencje

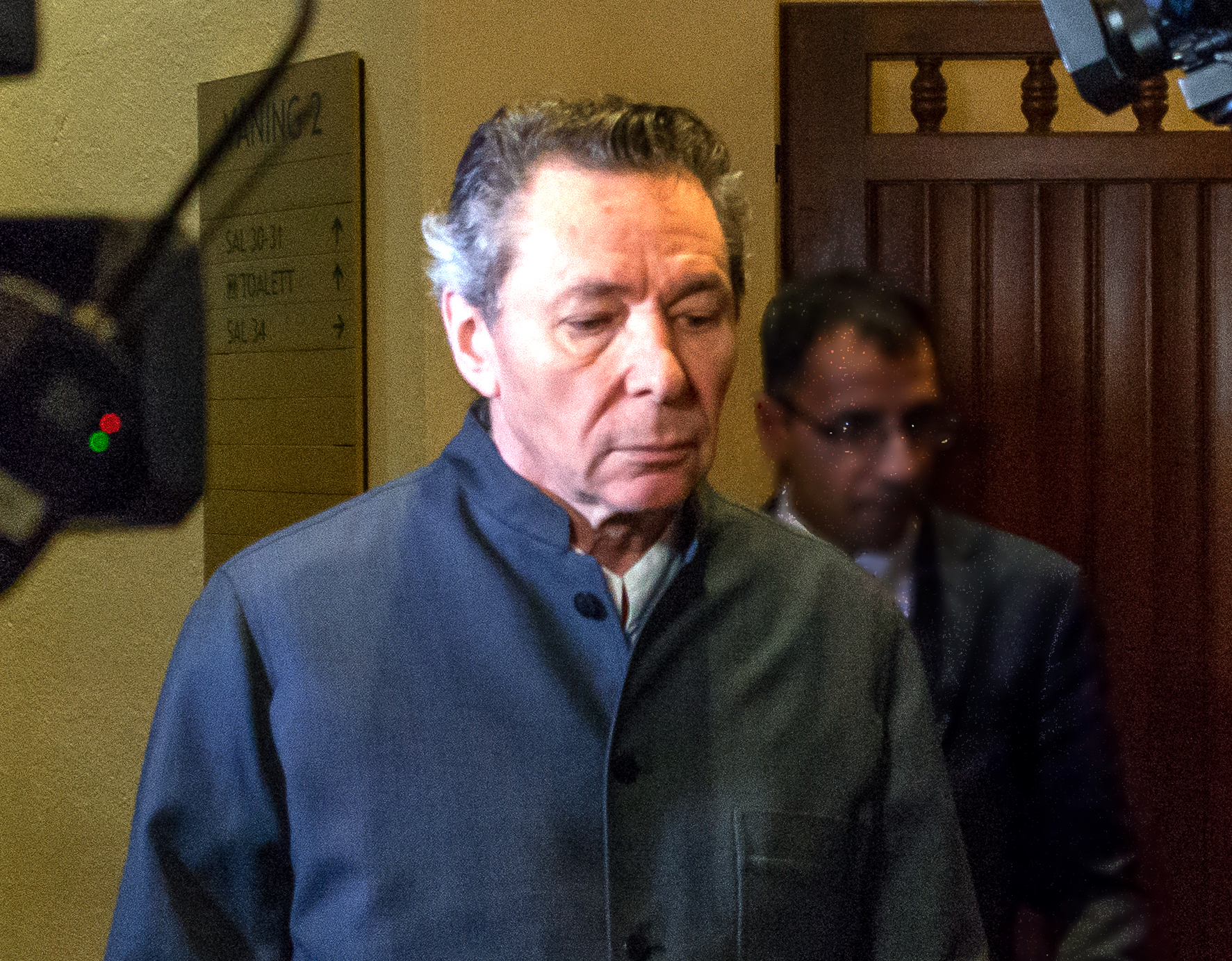
Jean-Claude Arnault, nazywany też "Kulturprofilen", w czasie procesu sądowego we wrześniu 2018

W wydanym 4 maja komunikacie Akademia Szwedzka zapowiedziała, że w związku z kryzysem instytucjonalnym oraz spadkiem zaufania do niej, laureat Literackiej Nagrody Nobla za rok 2018 zostanie wybrany i ogłoszony w przyszłym roku razem z laureatem za rok 2019. Laureatem tym 10 października 2019 została ogłoszona Olga Tokarczuk.
Jean-Claude Arnault został aresztowany we wrześniu 2018 roku, a 1 października sąd pierwszej instancji w Sztokholmie skazał go na 2 lata pozbawienia wolności za gwałt. Sąd drugiej instancji w wyroku z 3 grudnia podtrzymał to orzeczenie, przy czym zaostrzył karę i skazał go za jeszcze jeden gwałt na łączną karę 2,5 roku pozbawienia wolności.
W październiku 2018 roku Akademia wydała rezolucję, w której wezwała Katarinę Frostenson do dobrowolnego opuszczenia instytucji z powodu łamania tajemnicy, a tym samym statutu Akademii. Po kilku tygodniach pertraktacji między członkami doszło do ugody, po czym ostatecznie 18 stycznia 2019 roku Frostenson ustąpiła z fotela nr 18. 26 lutego 2019 z Akademii ostatecznie wystąpiła również była stała sekretarz, Sara Danius.
W 2019 roku do Akademii wybrano czterech nowych członków, z czego wszystkie to kobiety: poetka Tua Forsström, pisarki Ellen Mattson i Anne Swärd oraz profesor filozofii Åsa Wikforss.
Od 1 czerwca 2019 roku obowiązki stałego sekretarza pełni literaturoznawca Mats Malm.